# 建国公寓
建国公寓是位于上海市徐汇区建国西路394号的一幢高层公寓住宅，处于建国西路北侧，岳阳路、太原路之间。公寓原名法国太子公寓或道斐南公寓（英語：Dauphine Apartments），得名于法国王太子妃。

## 历史
20世纪20至30年代，随上海地价飙升，大量高层公寓被建造。建国公寓建于1935年前后，由法商赉安洋行设计，安记营造厂承建。公寓建成之初原由太子洋行代理老板与高级职员居住。
20世纪50年代起其产权曾归上海市公安局所有，由公安局经济犯罪检查总队使用。2005年，经济犯罪检查总队迁出，公寓为上海市机关事务局所有，作为高干住宅公寓使用。公寓分别于1994年和2003年，列入第二批上海市优秀历史建筑和徐汇区登记不可移动文物名单。

## 建筑特色
建国公寓占地面积2500平方米，是一幢九层钢筋混凝土结构的建筑。公寓坐北朝南，建筑平面为“一字形”。这种结构的建筑往往沿主干道布置（例如淮中大楼）以节省用地。但是建国公寓并不临街，而是处于其所属地块的北侧。公寓南侧设有绿化等景观。

### 建筑外观
建国公寓是一幢现代风格的建筑，但是仍然带有装饰艺术的特征。其立面材质为水泥刷面。建筑立面结构对称，竖向采用三段式构图，中部凸出，拥有超出层面的竖向线条。建筑底层入口处设有较大的雨棚；每一层两侧均出挑转角为弧形的水泥阳台。建筑中部凸起部分两侧设置转角窗，两旁的窗户为圆形或方形。除此之外，建筑立面无其他明显的装饰，具有现代建筑简洁的特点。